# Lubuk Suli
Lubuk Suli is een bestuurslaag in het regentschap Kerinci van de provincie Jambi, Indonesië. Lubuk Suli telt 569 inwoners (volkstelling 2010).